# Michael Semanick
Michael Semanick (* 1963) ist ein US-amerikanischer Tonmeister.

## Leben
Semanick studierte am Berklee College of Music in Boston. Bereits während seiner Schulzeit arbeitete er ehrenamtlich am Antioch Community Theater in der Licht- und Tontechnik. Nach seinem Bachelor of Arts-Abschluss zog er nach Kalifornien und arbeitete in der Musikproduktion, unter anderem für Saul Zaentz, und arbeitete unter anderem mit Joe Satriani, Todd Rundgren und MC Hammer. Ab Anfang der 1990er Jahre wechselte er in die Filmindustrie, arbeitete dort aber gelegentlich noch im Musikbereich, so mischte er 1996 die Musik zum Spielfilm Der englische Patient ab.
Semanick arbeitete an der kompletten Der-Herr-der-Ringe-Filmtrilogie mit. Hierfür wurde er zunächst zwei Mal für den Oscar nominiert. Den Oscar erhielt er schließlich 2004 für Der Herr der Ringe: Die Rückkehr des Königs. Er arbeitete danach auch an Peter Jacksons nächsten Filmprojekt, King Kong, für den er 2006 mit seinem zweiten Oscar ausgezeichnet wurde. Seitdem wurde er sieben weitere Male für den Oscar nominiert.
Semanick lebt mit seiner Frau und drei Kindern in Marin County.

## Filmografie (Auswahl)
- 1992: Twin Peaks – Der Film (Twin Peaks: Fire Walk with Me)
- 1994: Ed Wood
- 1997: The Game
- 1998: Studio 54 (54)
- 1999: Alles Routine (Office Space)
- 2000: Unbreakable – Unzerbrechlich (Unbreakable)
- 2001: Der Herr der Ringe: Die Gefährten (The Lord of the Rings: The Fellowship of the Ring)
- 2002: Der Herr der Ringe: Die zwei Türme (The Lord of the Rings: The Two Towers)
- 2002: Star Wars: Episode II – Angriff der Klonkrieger (Star Wars: Episode II – Attack of the Clones)
- 2003: Der Herr der Ringe: Die Rückkehr des Königs (The Lord of the Rings: The Return of the King)
- 2004: Million Dollar Baby
- 2004: Harry Potter und der Gefangene von Askaban (Harry Potter and the Prisoner of Azkaban)
- 2005: King Kong
- 2007: Ratatouille
- 2008: Der seltsame Fall des Benjamin Button (The Curious Case of Benjamin Button)
- 2008: WALL·E – Der Letzte räumt die Erde auf (WALL·E)
- 2010: The Social Network
- 2011: Cars 2
- 2011: Verblendung (The Girl with the Dragon Tattoo)
- 2012: Hotel Transsilvanien (Hotel Transylvania)
- 2012: Der Hobbit: Eine unerwartete Reise (The Hobbit: An Unexpected Journey)
- 2013: Die Monster Uni (Monsters University)
- 2013: Der Hobbit: Smaugs Einöde (The Hobbit: The Desolation of Smaug)
- 2014: The LEGO Movie
- 2014: Der Hobbit: Die Schlacht der Fünf Heere (The Hobbit: The Battle of the Five Armies)
- 2015: Alles steht Kopf (Inside Out)
- 2015: Arlo & Spot (The Good Dinosaur)
- 2016: Alice im Wunderland: Hinter den Spiegeln (Alice Through the Looking Glass)
- 2016: Findet Dorie (Finding Dory)
- 2016: The Great Wall
- 2016: Rogue One: A Star Wars Story
- 2017: The LEGO Batman Movie
- 2017: Cars 3: Evolution (Cars 3)
- 2017: Coco – Lebendiger als das Leben! (Coco)
- 2017: Star Wars: Die letzten Jedi (Star Wars: The Last Jedi)
- 2018: Die Unglaublichen 2 (Incredibles 2)
- 2018: Spider-Man: A New Universe (Spider-Man: Into the Spider-Verse)
- 2019: A Toy Story: Alles hört auf kein Kommando (Toy Story 4)

## Auszeichnungen (Auswahl)
- 2002: Oscarnominierung für Der Herr der Ringe: Die Gefährten
- 2003: Oscarnominierung für Der Herr der Ringe: Die zwei Türme
- 2004: Oscar für Der Herr der Ringe: Die Rückkehr des Königs
- 2006: Oscar für King Kong
- 2008: Oscarnominierung für Ratatouille
- 2009: Oscarnominierung für Der seltsame Fall des Benjamin Button
- 2009: Oscarnominierung für WALL·E – Der Letzte räumt die Erde auf
- 2011: Oscarnominierung für The Social Network
- 2012: Oscarnominierung für Verblendung
- 2014: Oscarnominierung für Der Hobbit: Smaugs Einöde
- 2018: Oscarnominierung für Star Wars: Die letzten Jedi